# Список астероїдів (10801—10900)
| Назва                                      | Тимчасове позначення | Дата відкриття    | Місце відкриття                | Відкривач                        |
| ------------------------------------------ | -------------------- | ----------------- | ------------------------------ | -------------------------------- |
| 10801 Люнебург (Luneburg)                  | 1992 SK26            | 23 вересня 1992   | Обсерваторія Карла Шварцшильда | Ф. Бернґен                       |
| 10802 Масаміфуруя (Masamifuruya)           | 1992 UL6             | 28 жовтня 1992    | Обсерваторія Кітамі            | Кін Ендате, Кадзуро Ватанабе     |
| 10803 Калейо (Caleyo)                      | 1992 UK9             | 21 жовтня 1992    | Обсерваторія Ґейсей            | Тсутому Секі                     |
| 10804 Аменузум (Amenouzume)                | 1992 WN3             | 23 листопада 1992 | Обсерваторія Ніхондайра        | Такеші Урата                     |
| 10805 Івано (Iwano)                        | 1992 WG5             | 18 листопада 1992 | Обсерваторія Кітамі            | Кін Ендате, Кадзуро Ватанабе     |
| 10806 Мехіко (Mexico)                      | 1993 FA2             | 23 березня 1993   | Коссоль                        | Ерік Вальтер Ельст               |
| 10807 Уггарде (Uggarde)                    | 1993 FT4             | 17 березня 1993   | Обсерваторія Ла-Сілья          | UESAC                            |
| 10808 Діґерройр (Digerrojr)                | 1993 FT5             | 17 березня 1993   | Обсерваторія Ла-Сілья          | UESAC                            |
| 10809 Майстерройер (Majsterrojr)           | 1993 FS14            | 17 березня 1993   | Обсерваторія Ла-Сілья          | UESAC                            |
| 10810 Лейстуройер (Lejsturojr)             | 1993 FL15            | 17 березня 1993   | Обсерваторія Ла-Сілья          | UESAC                            |
| 10811 Лау (Lau)                            | 1993 FM19            | 17 березня 1993   | Обсерваторія Ла-Сілья          | UESAC                            |
| 10812 Ґретлінґбо (Grotlingbo)              | 1993 FZ25            | 21 березня 1993   | Обсерваторія Ла-Сілья          | UESAC                            |
| 10813 Местебі (Masterby)                   | 1993 FE31            | 19 березня 1993   | Обсерваторія Ла-Сілья          | UESAC                            |
| 10814 Ґнісвард (Gnisvard)                  | 1993 FW31            | 19 березня 1993   | Обсерваторія Ла-Сілья          | UESAC                            |
| 10815 Остергарн (Ostergarn)                | 1993 FU32            | 19 березня 1993   | Обсерваторія Ла-Сілья          | UESAC                            |
| (10816) 1993 FZ35                          | 1993 FZ35            | 19 березня 1993   | Обсерваторія Ла-Сілья          | UESAC                            |
| (10817) 1993 FR44                          | 1993 FR44            | 21 березня 1993   | Обсерваторія Ла-Сілья          | UESAC                            |
| (10818) 1993 FK81                          | 1993 FK81            | 18 березня 1993   | Обсерваторія Ла-Сілья          | UESAC                            |
| 10819 Махакала (Mahakala)                  | 1993 HG              | 19 квітня 1993    | Вашингтон                      | Джеймс ДеЯнґ                     |
| 10820 Оффенбах (Offenbach)                 | 1993 QN4             | 18 серпня 1993    | Коссоль                        | Ерік Вальтер Ельст               |
| 10821 Кімуратакеші (Kimuratakeshi)         | 1993 SZ              | 16 вересня 1993   | Обсерваторія Кітамі            | Кін Ендате, Кадзуро Ватанабе     |
| 10822 Ясунорі (Yasunori)                   | 1993 SK1             | 16 вересня 1993   | Обсерваторія Кітамі            | Кін Ендате, Кадзуро Ватанабе     |
| 10823 Сакаґутінаото (Sakaguchi)            | 1993 SM1             | 16 вересня 1993   | Обсерваторія Кітамі            | Кін Ендате, Кадзуро Ватанабе     |
| (10824) 1993 SW3                           | 1993 SW3             | 24 вересня 1993   | Обсерваторія Сайдинг-Спрінг    | Ґордон Ґаррард                   |
| 10825 Авґустгерманн (Augusthermann)        | 1993 SF4             | 18 вересня 1993   | Обсерваторія Карла Шварцшильда | Ф. Бернґен                       |
| (10826) 1993 SK16                          | 1993 SK16            | 19 вересня 1993   | Паломарська обсерваторія       | Генрі Гольт                      |
| 10827 Доїказунорі (Doikazunori)            | 1993 TC3             | 11 жовтня 1993    | Обсерваторія Кітамі            | Кін Ендате, Кадзуро Ватанабе     |
| 10828 Томджонс (Tomjones)                  | 1993 TE5             | 8 жовтня 1993     | Обсерваторія Кітт-Пік          | Spacewatch                       |
| 10829 Мацуобасьо (Matsuobasho)             | 1993 UU              | 22 жовтня 1993    | Обсерваторія Ґейсей            | Тсутому Секі                     |
| 10830 Дефорж (Desforges)                   | 1993 UT6             | 20 жовтня 1993    | Обсерваторія Ла-Сілья          | Ерік Вальтер Ельст               |
| 10831 Такамаґахара (Takamagahara)          | 1993 VM2             | 15 листопада 1993 | Обсерваторія Ніхондайра        | Такеші Урата                     |
| 10832 Хадзамасіґетомі (Hazamashigetomi)    | 1993 VN2             | 15 листопада 1993 | Обсерваторія Оїдзумі           | Такао Кобаяші                    |
| (10833) 1993 VJ4                           | 1993 VJ4             | 11 листопада 1993 | Обсерваторія Кушіро            | Сейджі Уеда, Хіроші Канеда       |
| 10834 Гейдо Зембс-Схреве (Zembsch-Schreve) | 1993 VU5             | 8 листопада 1993  | Обсерваторія Кітт-Пік          | Spacewatch                       |
| 10835 Фробель (Frobel)                     | 1993 VB8             | 12 листопада 1993 | Обсерваторія Карла Шварцшильда | Ф. Бернґен                       |
| (10836) 1994 CS2                           | 1994 CS2             | 14 лютого 1994    | Обсерваторія Оїдзумі           | Такао Кобаяші                    |
| 10837 Юякекояке (Yuyakekoyake)             | 1994 EJ1             | 6 березня 1994    | Нюкаса                         | Масанорі Хірасава, Шохеї Судзукі |
| 10838 Лебон (Lebon)                        | 1994 EH7             | 9 березня 1994    | Коссоль                        | Ерік Вальтер Ельст               |
| 10839 Гуфеланд (Hufeland)                  | 1994 GY9             | 3 квітня 1994     | Обсерваторія Карла Шварцшильда | Ф. Бернґен                       |
| (10840) 1994 LR                            | 1994 LR              | 1 червня 1994     | Обсерваторія Кійосато          | Ацуші Суґіе                      |
| (10841) 1994 PP1                           | 1994 PP1             | 12 серпня 1994    | Обсерваторія Сайдинг-Спрінг    | Роберт Макнот                    |
| (10842) 1994 UY1                           | 1994 UY1             | 31 жовтня 1994    | Обсерваторія Кушіро            | Сейджі Уеда, Хіроші Канеда       |
| (10843) 1994 YF2                           | 1994 YF2             | 30 грудня 1994    | Обсерваторія Кушіро            | Сейджі Уеда, Хіроші Канеда       |
| (10844) 1995 AG                            | 1995 AG              | 2 січня 1995      | Обсерваторія Оїдзумі           | Такао Кобаяші                    |
| (10845) 1995 AA1                           | 1995 AA1             | 6 січня 1995      | Обсерваторія Оїдзумі           | Такао Кобаяші                    |
| (10846) 1995 AW2                           | 1995 AW2             | 2 січня 1995      | Обсерваторія Кушіро            | Сейджі Уеда, Хіроші Канеда       |
| 10847 Кох (Koch)                           | 1995 AV4             | 5 січня 1995      | Обсерваторія Карла Шварцшильда | Ф. Бернґен                       |
| (10848) 1995 BD1                           | 1995 BD1             | 25 січня 1995     | Обсерваторія Оїдзумі           | Такао Кобаяші                    |
| (10849) 1995 BO1                           | 1995 BO1             | 25 січня 1995     | Обсерваторія Кійосато          | Сатору Отомо                     |
| 10850 Денсо (Denso)                        | 1995 BU4             | 26 січня 1995     | Обсерваторія Кума Коґен        | Акімаса Накамура                 |
| (10851) 1995 CE                            | 1995 CE              | 1 лютого 1995     | Обсерваторія Оїдзумі           | Такао Кобаяші                    |
| (10852) 1995 CK                            | 1995 CK              | 1 лютого 1995     | Обсерваторія Оїдзумі           | Такао Кобаяші                    |
| 10853 Aimoto                               | 1995 CW              | 6 лютого 1995     | YGCO (станція Тійода)          | Такуо Кодзіма                    |
| (10854) 1995 DO1                           | 1995 DO1             | 22 лютого 1995    | Обсерваторія Оїдзумі           | Такао Кобаяші                    |
| (10855) 1995 DR1                           | 1995 DR1             | 26 лютого 1995    | Обсерваторія Оїдзумі           | Такао Кобаяші                    |
| 10856 Бехштайн (Bechstein)                 | 1995 EG8             | 4 березня 1995    | Обсерваторія Карла Шварцшильда | Ф. Бернґен                       |
| 10857 Блютнер (Bluthner)                   | 1995 EZ8             | 5 березня 1995    | Обсерваторія Карла Шварцшильда | Ф. Бернґен                       |
| (10858) 1995 FT                            | 1995 FT              | 28 березня 1995   | Обсерваторія Оїдзумі           | Такао Кобаяші                    |
| (10859) 1995 GJ7                           | 1995 GJ7             | 1 квітня 1995     | Обсерваторія Кійосато          | Сатору Отомо                     |
| (10860) 1995 LE                            | 1995 LE              | 3 червня 1995     | Обсерваторія Кітт-Пік          | Spacewatch                       |
| 10861 Сіске (Ciske)                        | 1995 MG1             | 22 червня 1995    | Обсерваторія Кітт-Пік          | Spacewatch                       |
| (10862) 1995 QE2                           | 1995 QE2             | 26 серпня 1995    | Огляд Каталіна                 | Тімоті Спар                      |
| 10863 Ойє (Oye)                            | 1995 QJ3             | 31 серпня 1995    | Обсерваторія Галеакала         | AMOS                             |
| 10864 Ямаґатасі (Yamagatashi)              | 1995 QS3             | 31 серпня 1995    | Обсерваторія Наніо             | Томімару Окуні                   |
| 10865 Телмарубі (Thelmaruby)               | 1995 SO33            | 21 вересня 1995   | Обсерваторія Кітт-Пік          | Spacewatch                       |
| 10866 Перу (Peru)                          | 1996 NB4             | 14 липня 1996     | Обсерваторія Ла-Сілья          | Ерік Вальтер Ельст               |
| 10867 Ліма (Lima)                          | 1996 NX4             | 14 липня 1996     | Обсерваторія Ла-Сілья          | Ерік Вальтер Ельст               |
| (10868) 1996 RF5                           | 1996 RF5             | 3 вересня 1996    | Обсерваторія Наті-Кацуура      | Йошісада Шімідзу, Такеші Урата   |
| (10869) 1996 SJ4                           | 1996 SJ4             | 21 вересня 1996   | Станція Сінлун                 | SCAP                             |
| 10870 Ґвендолін (Gwendolen)                | 1996 SY4             | 25 вересня 1996   | Обсерваторія Домініон          | Крістофер Айкман                 |
| (10871) 1996 TG7                           | 1996 TG7             | 5 жовтня 1996     | Обсерваторія Наті-Кацуура      | Йошісада Шімідзу, Такеші Урата   |
| 10872 Вацулік (Vaculik)                    | 1996 TJ9             | 12 жовтня 1996    | Обсерваторія Клеть             | Яна Тіха, Мілош Тіхі             |
| (10873) 1996 TF11                          | 1996 TF11            | 11 жовтня 1996    | Обсерваторія Кітамі            | Кін Ендате                       |
| 10874 Локателлі (Locatelli)                | 1996 TN19            | 4 жовтня 1996     | Обсерваторія Кітт-Пік          | Spacewatch                       |
| 10875 Веранічі (Veracini)                  | 1996 TG28            | 7 жовтня 1996     | Обсерваторія Кітт-Пік          | Spacewatch                       |
| (10876) 1996 UB                            | 1996 UB              | 16 жовтня 1996    | Обсерваторія Оїдзумі           | Такао Кобаяші                    |
| 10877 Цзяннань Тяньчі (Jiangnan Tianchi)   | 1996 UR              | 16 жовтня 1996    | Обсерваторія Наті-Кацуура      | Йошісада Шімідзу, Такеші Урата   |
| 10878 Моріяма (Moriyama)                   | 1996 VV              | 3 листопада 1996  | Моріяма (Сіґа)                 | Ясукадзу Ікарі                   |
| (10879) 1996 VM3                           | 1996 VM3             | 6 листопада 1996  | Обсерваторія Оїдзумі           | Такао Кобаяші                    |
| 10880 Кагуя (Kaguya)                       | 1996 VN4             | 6 листопада 1996  | Обсерваторія Тітібу            | Наото Сато                       |
| (10881) 1996 VA5                           | 1996 VA5             | 4 листопада 1996  | Обсерваторія Ніхондайра        | Такеші Урата                     |
| 10882 Сінонаґа (Shinonaga)                 | 1996 VG5             | 3 листопада 1996  | Обсерваторія Кітамі            | Кін Ендате, Кадзуро Ватанабе     |
| (10883) 1996 VU5                           | 1996 VU5             | 14 листопада 1996 | Обсерваторія Оїдзумі           | Такао Кобаяші                    |
| 10884 Цубой (Tsuboimasaki)                 | 1996 VD9             | 7 листопада 1996  | Обсерваторія Кітамі            | Кін Ендате, Кадзуро Ватанабе     |
| 10885 Хорімасато (Horimasato)              | 1996 VE9             | 7 листопада 1996  | Обсерваторія Кітамі            | Кін Ендате, Кадзуро Ватанабе     |
| 10886 Міцуроохба (Mitsuroohba)             | 1996 VR30            | 10 листопада 1996 | Обсерваторія Наніо             | Томімару Окуні                   |
| (10887) 1996 XU25                          | 1996 XU25            | 12 грудня 1996    | Обсерваторія Ніхондайра        | Такеші Урата                     |
| 10888 Ямата-но-ороті (Yamatano-orochi)     | 1996 XT30            | 6 грудня 1996     | Обсерваторія Наті-Кацуура      | Йошісада Шімідзу, Такеші Урата   |
| (10889) 1997 AO1                           | 1997 AO1             | 2 січня 1997      | Обсерваторія Оїдзумі           | Такао Кобаяші                    |
| (10890) 1997 AY2                           | 1997 AY2             | 4 січня 1997      | Обсерваторія Оїдзумі           | Такао Кобаяші                    |
| 10891 Фінк (Fink)                          | 1997 QR3             | 30 серпня 1997    | Коссоль                        | ODAS                             |
| (10892) 1997 SX2                           | 1997 SX2             | 23 вересня 1997   | Фарра-д'Ізонцо                 | Фарра-д'Ізонцо                   |
| (10893) 1997 SB10                          | 1997 SB10            | 19 вересня 1997   | Станція Сінлун                 | SCAP                             |
| 10894 Накаі (Nakai)                        | 1997 SE30            | 30 вересня 1997   | Обсерваторія Кітт-Пік          | Spacewatch                       |
| 10895 Айнренд (Aynrand)                    | 1997 TC18            | 11 жовтня 1997    | Обсерваторія Ренд              | Джордж Віском                    |
| (10896) 1997 UZ14                          | 1997 UZ14            | 26 жовтня 1997    | Обсерваторія Наті-Кацуура      | Йошісада Шімідзу, Такеші Урата   |
| (10897) 1997 VW3                           | 1997 VW3             | 7 листопада 1997  | Обсерваторія Оїдзумі           | Такао Кобаяші                    |
| (10898) 1997 WJ2                           | 1997 WJ2             | 23 листопада 1997 | Обсерваторія Оїдзумі           | Такао Кобаяші                    |
| (10899) 1997 WN13                          | 1997 WN13            | 24 листопада 1997 | Обсерваторія Ґекко             | Тецуо Каґава, Такеші Урата       |
| 10900 Фолкнер (Folkner)                    | 1997 WF21            | 30 листопада 1997 | Обсерваторія Оїдзумі           | Такао Кобаяші                    |

| ← Астероїди 10001—20000 → |             |             |             |             |             |             |             |             |             |
| 10001—10100               | 11001—11100 | 12001—12100 | 13001—13100 | 14001—14100 | 15001—15100 | 16001—16100 | 17001—17100 | 18001—18100 | 19001—19100 |
| 10101—10200               | 11101—11200 | 12101—12200 | 13101—13200 | 14101—14200 | 15101—15200 | 16101—16200 | 17101—17200 | 18101—18200 | 19101—19200 |
| 10201—10300               | 11201—11300 | 12201—12300 | 13201—13300 | 14201—14300 | 15201—15300 | 16201—16300 | 17201—17300 | 18201—18300 | 19201—19300 |
| 10301—10400               | 11301—11400 | 12301—12400 | 13301—13400 | 14301—14400 | 15301—15400 | 16301—16400 | 17301—17400 | 18301—18400 | 19301—19400 |
| 10401—10500               | 11401—11500 | 12401—12500 | 13401—13500 | 14401—14500 | 15401—15500 | 16401—16500 | 17401—17500 | 18401—18500 | 19401—19500 |
| 10501—10600               | 11501—11600 | 12501—12600 | 13501—13600 | 14501—14600 | 15501—15600 | 16501—16600 | 17501—17600 | 18501—18600 | 19501—19600 |
| 10601—10700               | 11601—11700 | 12601—12700 | 13601—13700 | 14601—14700 | 15601—15700 | 16601—16700 | 17601—17700 | 18601—18700 | 19601—19700 |
| 10701—10800               | 11701—11800 | 12701—12800 | 13701—13800 | 14701—14800 | 15701—15800 | 16701—16800 | 17701—17800 | 18701—18800 | 19701—19800 |
| 10801—10900               | 11801—11900 | 12801—12900 | 13801—13900 | 14801—14900 | 15801—15900 | 16801—16900 | 17801—17900 | 18801—18900 | 19801—19900 |
| 10901—11000               | 11901—12000 | 12901—13000 | 13901—14000 | 14901—15000 | 15901—16000 | 16901—17000 | 17901—18000 | 18901—19000 | 19901—20000 |